# Ɍ
Ɍ ، ɍ یا R ِ سرکش‌دار یکی از حروف الفبای لاتین است، برساخته از یک R با خط تیره‌ای در میان آن. از این حرف در زبان کنوری بهره‌می‌برند. این حرف را نباید با ℞ -که در نسخه‌نویسی پزشکی مورد استفاده‌است- اشتباه‌گرفت.